# Otto Neugebauer
Otto Eduard Neugebauer (Innsbrück, 26 mei 1899 - Princeton, 19 februari 1990) was een Oostenrijks-Amerikaanse wiskundige en historicus van de wetenschap die bekend werd voor zijn onderzoek naar de geschiedenis van de astronomie en andere exacte wetenschappen in de oudheid en in de Middeleeuwen. Door het bestuderen van kleitabletten ontdekte hij dat de oude Babyloniërs meer over wiskunde en astronomie wisten dan men zich tot dan toe had gerealiseerd. De "Nationale Akademie van Wetenschappen van de Verenigde Staten" heeft Neugebauer de meest originele en productieve onderzoeker uit de geschiedenis van de exacte wetenschappen, misschien wel van de geschiedenis van de wetenschap in onze tijd genoemd".  